# Ctenoplana neritica
Ctenoplana neritica är en kammanetart som beskrevs av Hans W. Fricke och Plante 1971. Ctenoplana neritica ingår i släktet Ctenoplana och familjen Ctenoplanidae. Inga underarter finns listade i Catalogue of Life.